# Wspomnienie lodu
Wspomnienie lodu (tytuł oryg. Memories of Ice) – trzeci z dziesięciu tomów epickiej serii fantasy Malazańskiej Księgi Poległych kanadyjskiego pisarza Stevena Eriksona.
Powieść opublikowano po raz pierwszy w 2001 roku w Wielkiej Brytanii. W Polsce pojawiła się w roku 2002 wydana nakładem wydawnictwa MAG w tłumaczeniu Michała Jakuszewskiego. Ze względu na znaczny rozmiar w polskim wydaniu została podzielona na dwie części:
- Wspomnienie lodu: Cień przeszłości
- Wspomnienie lodu: Jasnowidz